# シャーリー・テンプルの出演作品
シャーリー・テンプルの出演作品（シャーリー・テンプルのしゅつえんさくひん）は、シャーリー・テンプルの出演した作品についての一覧と、作品紹介である。

## 作品一覧

### 初期の短編映画の主役と長編映画の端役の時代

#### ベビー・バーレスクシリーズ

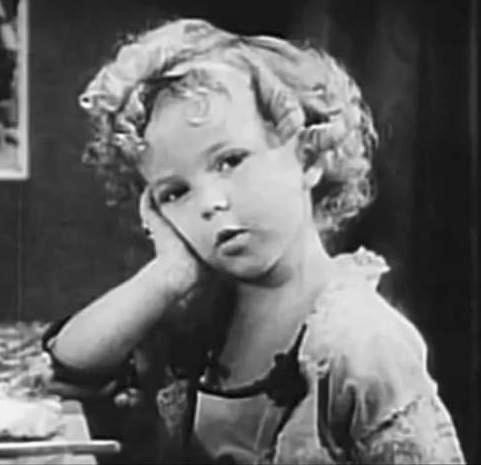
映画『Glad Rags to Riches』より

「ベビー・バーレスク」(Baby Burlesks)とは、1932年から1933年にかけて製作された幼児だけが登場する映画シリーズ。ユニヴァーサル映画社の下請けだったエデュケーショナル社(Educational Pictures)が製作。Runt PageからKid in Africaまで全8作。
- Runt Page (1931)日本未公開（ユニヴァーサル映画社、短編映画）配給先が決まらず1934年まで公開を見送り。
- War Babies (1932)日本未公開（エデュケーショナル社、短編映画）
- The Pie-Covered Wagon (1932)日本未公開（フォックス映画社・短編映画）
- Glad Rags to Riches (1932)日本未公開（エデュケーショナル社、短編映画）
- Kiddin' Hollywood (1933)日本未公開（フォックス映画社、短編映画）
- The Kid's Last Fight (1932)日本未公開（フォックス映画社、短編映画）
- Polly Tix in Washington (1933)日本未公開（フォックス映画社、短編映画）
- Kid in Africa (1933)日本未公開（フォックス映画社、短編映画）

#### その他の作品
- The Red-Haired Alibi (1932)日本未公開（
キャピタル映画社、長編映画）[注釈 1][1]
- Merrily Yours (1932)日本未公開（フォックス・フィルム社、短編映画）[2]
- Dora's Dunking Doughnuts (1933)日本未公開（フォックス・フィルム、短編映画）[3]
- 『最後の一人迄』To the Last Man (1933)（パラマウント映画、長編映画）※ランドルフ・スコット主演[4]
- 『ナイヤガラ珍婚旅行』Out All Night (1933)（ユニヴァーサル映画社、長編映画）[5]
- What's to Do? (1933)日本未公開（フォックス・フィルム社、短編映画）[6]
- New Deal Rhythm (1933)日本未公開（パラマウント映画、中篇映画）[7]
- Pardon My Pups (1934)日本未公開（フォックス・フィルム社、短編映画）[8]

- Managed Money (1934) (別名 Frolics of Youth あるいは Measured Money とも)日本未公開（エデュケーショナル社、短編映画）[9]
- 『心の緑野』Carolina (1934)（フォックス・フィルム社、長編映画）※ジャネット・ゲイナー主演[10]
- 『南風の恋唄』Mandalay (1934)（ワーナー・ブラザース映画社、長編映画）※ケイ・フランシス主演
- Now I'll Tell (1934)日本未公開（フォックス・フィルム社、長編映画）※スペンサー・トレイシー主演 [11]
- As the Earth Turns (1934)日本未公開
- The Hollywood Gad-About (1934)日本未公開（フォックス・フィルム社、短編映画）[12]
- 『紐育の口笛』Change of Heart (1934)（フォックス・フィルム社、長編映画）※ジャネット・ゲイナー主演[13]
- Bottoms Up (1934)（フォックス・フィルム社、長編映画）※スペンサー・トレイシー主演[13]

### フォックス映画の主役時代

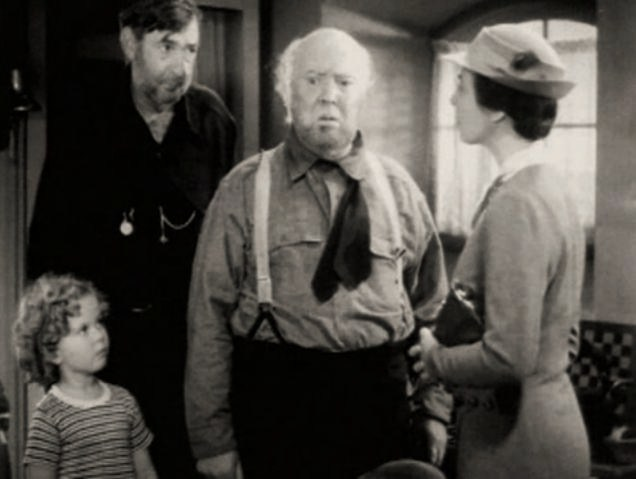
『テムプルの燈台守』（1936年） 左からシャーリー・テンプル、スリム・サマーヴィル、ガイ・キビーとサラ・ヘイデン

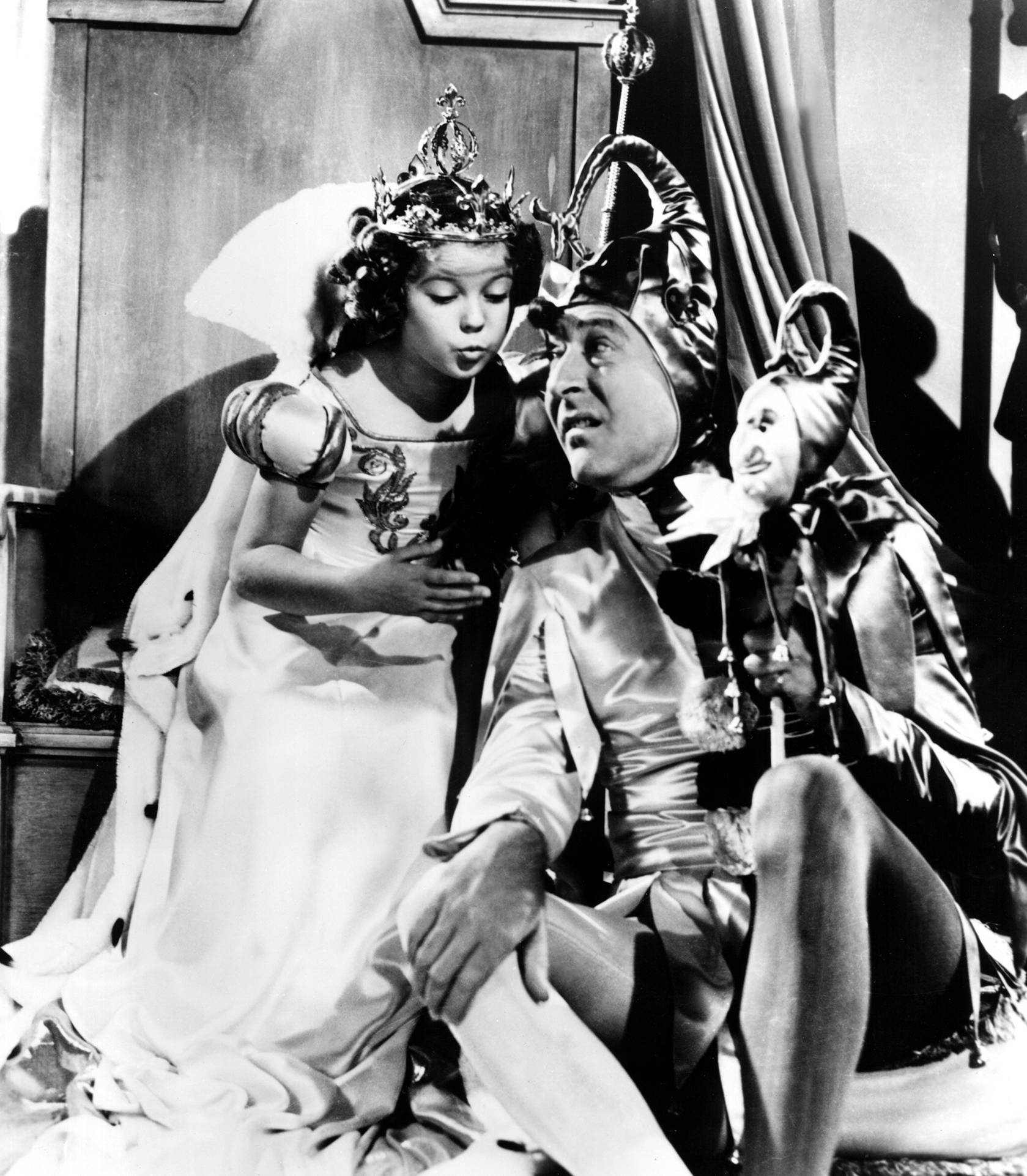
『テンプルちゃんの小公女』 右は共演者アーサー・トリーチャー

この時期の作品は、子供たちと親を対象にしたいわゆる家族向け映画がほとんどであり、一家で観客になることが見込まれ市場として大きい。またヒットした場合、観客層が家族以外にまで広がる可能性があるため、アメリカではしばしば大きな予算をかけた。シャーリー・テンプル出演作のほとんどは予算が豊かで時代をあまり感じさせず、アメリカでは現在も需要が多い。なお、以下の作品のタイトルは日本公開時の題名のとおりに記してある。
- 『歓呼の嵐』Stand Up and Cheer! (1934) (パラマウント映画社) ※ワーナー・バクスター主演のミュージカル
- 『可愛いマーカちゃん』Little Miss Marker 別名 The Girl in Pawn (1934) (パラマウント映画社)[14]
- 『ベビイお目見得』Baby Take a Bow (1934)
- 『久遠の誓ひ』Now and Forever (1934) (パラマウント映画社) ※ゲイリー・クーパー、キャロル・ロンバード主演
- 『輝く瞳』Bright Eyes (1934)[15]
- 『小聯隊長』The Little Colonel (1935)
- 『私のテムプル』Our Little Girl (1935)
- 『テムプルちゃんお芽出度う』Curly Top (1935)
- 『テムプルの愛国者』The Littlest Rebel (1935)
- 『テムプルの燈台守』Captain January (1936) ミュージカル
- 『テムプルの福の神』Poor Little Rich Girl (1936)
- 『テムプルちゃんのえくぼ』Dimples (1936)
- 『テムプルちゃんの上海脱出』Stowaway (1936) ミュージカル
- 『テムプルの軍使』Wee Willie Winkie (1937)
- 『ハイデイ』Heidi (1937) ミュージカル
- 『アリババ女の都へ行く』Ali Baba Goes to Town (1937)　カメオ出演。クレジットには名前なし。
- 『農園の寵児』Rebecca of Sunnybrook Farm (1938)　ミュージカル
- 『天晴れテムプル』Little Miss Broadway (1938)　ミュージカル。この作品以後のものは日米関係の悪化のため未公開。
- Just Around the Corner (1938)　ミュージカル、日本未公開
- 『テンプルちゃんの小公女』The Little Princess (1939)　日本では戦後1979年に、ミュージカルシーンを大幅にカットしたうえで吹き替え版で公開。
- Susannah of the Mounties (1939)　日本未公開
- 『青い鳥』The Blue Bird (1940)　日本未公開
- Young People (1940)　ミュージカル、日本未公開

### MGM映画の主役時代
- Kathleen (1941)日本未公開

### セルズニック・プロダクション等の主役時代
この時代の彼女の作品は多くがティーンエイジャーを対象としたいわゆる「ティーン映画」。観客は通常、思春期の中学生・高校生のみで、その時代、その時代の作品に興味を持っても過去のティーン映画には関心がない観客層のため、家族向け映画に比べて市場ははるかに小さく予算も小規模である。シャーリーがセルズニック・プロダクション等の作品に出演したころのティーン映画はエリザベス・テイラーであれ誰であれ、現在アメリカのテレビでもほとんど放映されない。この時期のシャーリーの出演作も放映の機会が少なくなったものの、興行収益10位以内に入らなくても決して人気が落ちたわけではない。俳優は人気が衰えるとB級映画へ移るが、彼女の出演作は最後の映画作品まできちんと予算をかけスターを揃えて一流監督が作る長編映画(フィーチャー)である。
- 『夢見るお年頃』Miss Annie Rooney (1942)（エドワード・スモール・プロダクション）（ユナイテッド・アーティスツ映画）
- 『君去りし後』Since You Went Away (1944)（ユナイテッド・アーティスツ映画）（クローデット・コルベール主演、1944年全米映画興行収益3位。これ以降の映画はすべてセルズニック・プロダクション専属として出演）
- 『恋の十日間』I'll Be Seeing You (1944)（ユナイテッド・アーティスツ映画）※ジンジャー・ロジャース主演
- 『接吻売ります』Kiss and Tell (1945)（コロムビア映画社）
- American Creed (1946)日本未公開（短編映画）
- 『どたばたハネムーン』Honeymoon (1947)（RKO）
- 『独身者と女学生』The Bachelor and the Bobby-Soxer (1947)（RKO映画社）※ケーリー・グラント、マーナ・ロイ主演
- That Hagen Girl (1947)日本未公開（ワーナー・ブラザース映画社）
- 『アパッチ砦』Fort Apache (1948)（RKO）※ジョン・ウェイン、ヘンリー・フォンダ主演
- 『我輩は新入生』Mr. Belvedere Goes to College (1949)（20世紀フォックス映画社）※クリフトン・ウェッブ主演、1949年全米映画興行収益7位
- 『令嬢画伯』Adventure in Baltimore (1949)（RKO）
- 『シービスケット物語』The Story of Seabiscuit (1949)（ワーナー・ブラザース映画社）（2003年の映画『シービスケット』はこの作品の再映画化）
- A Kiss for Corliss（現在アメリカで発売するDVDのタイトルはAlmost a Bride）(1949)日本未公開（ユナイテッド・アーティスツ映画）

## テレビ出演
『シャーリー・テンプル・ストーリーブック』(Shirley Temple's Storybook)は、アメリカのテレビ3大ネットワークのひとつNBC系列が1958年1月12日から12月21日にかけて放送したテレビ・シリーズである。第一シーズンとして全16話あり、番組は日曜の夜8時から9時の枠で不定期に組まれた。主題歌はディズニーの長編アニメーション『シンデレラ』の歌を書いたマック・デイヴィッドとジェリー・リヴィングストンのコンビによる「ドリーム・アー・メイド・フォー・チルドレン」(Dreams are Made for Children)。このシリーズのうち13話は同じくテレビ3大ネットワークのABC系列の放送局が1959年1月12日から12月21日にかけて改めて放送している。
『シャーリー・テンプル・シアター』は『シャーリー・テンプル・ストーリーブック』の第二シーズンという位置づけで全25話のシリーズ。カラー撮影され、ABC系列が1960年9月18日から1961年9月10日にかけて定期的に放送した。主題歌は「ザ・エンチャンティッド・メロディ」である。どちらのシーズンも1話完結で、おとぎ話や児童文学の古典名作のテレビドラマ化という類似点がある。ともにシャーリーは進行役として劇の前後に顔を見せ、ナレーションを担当し主題歌を歌った。この二つを合わせて便宜的に「シャーリー・テンプル・ショー」と総称することもある。
最初は出演に消極的であったシャーリーも、最終的には劇に出演するかどうか彼女に選択権が与えられるという条件で話はまとまった。例えば第1話『美女と野獣』は気乗りがせず、野獣役チャールトン・ヘストンの相手はクレア・ブルームが務めている。『人魚姫』のヒロイン、『オズの虹の国』や『オズのオズマ姫』、『お姫様とゴブリンの物語』のアイリーン姫や『七破風の館』のフィービなど、主役を演じた回も多い。全41話すべてで進行役・ナレーション・主題歌をこなし、そのうち13のエピソードは劇に出演している。
この番組はアメリカでは1960年ころのテレビ放送の目玉である。第1話はスタジオから生放送、残りはカラー撮影したビデオ録画を流した。またカラー放送の黎明期の番組のひとつで映像資料はシャーリー・テンプル自身が保存しており、レジェンド・フィルムズ(Legend Films)と協力して退色を復元。そのうち第二シーズンのエピソードをいくつかまとめてアメリカでDVDとして流通しており、VHSビデオは第一シーズンから取ったエピソードにAli Baba and the Forty Thievesを加えた4巻が発売された。
この作品は、当時のテレビ番組としては破格の高い予算をかけながら、当初から指摘された一連の問題がある。シャーリーが1ヶ月に3日しか撮影に割かないためにロケができず、すべてスタジオで撮影したことである。撮影を3日間で終える点を重視し、アメリカ東部のテレビ局ではなくシャーリーの住むアサートンに近いカリフォルニア州バーバンクのスタジオで撮影。そのためセットは持ち運びがしやすく組み立てに時間がかからない形にするほかはなく、視聴者にセットだとすぐに分かってしまう仕上がりに甘んじるしかなかった。
以下、シャーリー・テンプルが進行役と歌に加えて劇中に出演する回は太字で示す。

### シャーリー・テンプル・ストーリーブック
| 回          | 題名                                                              | 原作者                                                            | 原題                                                   | 放送日(アメリカ) |
| ----------- | ----------------------------------------------------------------- | ----------------------------------------------------------------- | ------------------------------------------------------ | ---------------- |
| 1-1 [C][L]  | 美女と野獣                                                        | G・ド・ヴィルヌーヴ（フランス語 Gabrielle-Suzanne de Villeneuve） | 英語 "Beauty and the Beast"                            | 1958年 1月12日   |
| 1-2         | 『ルンペルシュティルツヒェン』                                    | （グリム童話）                                                    | 英語 "Rumpelstiltskin"                                 | 1958年 2月2日    |
| 1-3         | 『小夜啼鳥』                                                      | ハンス・クリスチャン・アンデルセン                                | 英語 "Nightinale"                                      | 1958年 2月18日   |
| 1-4 [C][L]  | 『スリーピー・ホローの伝説』                                      | ワシントン・アービング                                            | 英語 "The Legend of Sleepy Hollow"                     | 1958年 3月5日    |
| 1-5         | 『ディック・ウイッティントンとねこ』                              | (イギリスの昔話)                                                  | 英語 "Dick Whittington and His Cat"                    | 1958年 3月23日   |
| 1-6         | "The Land of Green Ginger"                                        | 英語 Noel Langley                                                 | "The Land of Green Ginger"                             | 1958年 4月18日   |
| 1-7         | 『リップ・ヴァン・ウィンクル』                                    | ワシントン・アーヴィング                                          | 英語 "Rip van Winkle"                                  | 1958年 5月6日    |
| 1-8         | 『眠れる森の美女』                                                | (ヨーロッパの古い民話・童話)                                      | 英語 "Sleeping Beauty"                                 | 1958年 6月8日    |
| 1-9         | "The Little Lame Prince and his Travelling Cloak"                 | 英語 Dinah Maria Mulock                                           | 英語 "The Little Lame Prince and his Travelling Cloak" | 1958年 7月15日   |
| 1-10        | "The Magic Fishbone"                                              | チャールズ・ディケンズ                                            | "The Magic Fishbone"                                   | 1958年 8月19日   |
| 1-11        | 『野の白鳥』 (『白鳥の王子』)                                     | ハンス・クリスチャン・アンデルセン                                | 英語 "The Wild Swans"                                  | 1958年 09月12日  |
| 1-12        | 『小さなインディアン ハイアワサ』 ( シリー・シンフォニーシリーズ) | ウォルト・ディズニー (原作 ロングフェローの詩)                    | 英語 "Hiawatha"                                        | 1958年 10月13日  |
| 1-13        | 『ラプンツェル』                                                  | グリム兄弟                                                        | 英語 "Rapunzel"                                        | 1958年 10月27日  |
| 1-14        | 『アリババと40人の盗賊』                                          | (イスラム世界の物語)                                              | 英語 "Ali Baba and the 40 Thieves"                     | 1958年 11月12日  |
| 1-15        | 『裸の王様』                                                      | ハンス・クリスチャン・アンデルセン                                | 英語 "The Emperor's New Clothes"                       | 1958年 11月25日  |
| 1-16 [C][L] | 『マザー・グース』                                                | (英語の伝承童謡)                                                  | 英語 "Mother Goose"                                    | 1958年 12月21日  |

### シャーリー・テンプル・シアター
| 回   | 題名                           | 原作者                             | 原題                                | 放送日 (アメリカ) |
| ---- | ------------------------------ | ---------------------------------- | ----------------------------------- | ----------------- |
| 2-1  | 『オズの虹の国』               | ライマン・フランク・ボーム         | 英語 "The Land of Oz"               | 1960年 9月18日    |
| 2-2  | 『少年キム』                   | ラドヤード・キップリング           | 英語 "Kim"                          | 1960年 9月25日    |
| 2-3  | 『クマのプーさん』             | A・A・ミルン                       | 英語 "Winnie-the-Pooh"              | 1960年 10月2日    |
| 2-4  | 『トム・ソーヤーの冒険』       | マーク・トウェイン                 | 英語 ""Tom and Huck"                | 1960年 10月9日    |
| 2-5  | 『マドレーヌ』                 | ルドウィッヒ・ベーメルマンス       | 英語 "Madeline"                     | 1960年 10月16日   |
| 2-6  | 『リトル・メン』               | ルイーザ・メイ・オルコット         | 英語 "Little Men"                   | 1960年 10月23日   |
| 2-7  | 『王子と乞食』                 | マーク・トウェイン                 | 英語 "The Prince and the Pauper"    | 1960年 10月30日   |
| 2-8  | "Emmy Lou"                     | 英語 Marty Links                   | "Emmy Lou"                          | 1960年 11月6日    |
| 2-9  | 『おひとよしのりゅう』         | ケネス・グレアム                   | 英語 "The Reluctant Dragon"         | 1960年 11月13日   |
| 2-10 | 『黒い矢：薔薇戦争の物語』     | ロバート・ルイス・スティーヴンソン | 英語 "The Black Arrow               | 1960年 11月27日   |
| 2-11 | "The Indian Captive"           | ロイス・レンスキー                 | 英語 "The Indian Captive"           | 1960年 12月4日    |
| 2-12 | 『七破風の館』                 | ナサニエル・ホーソーン             | 英語 "The House of Seven Gables"    | 1960年 12月11日   |
| 2-13 | 『黒い羊 その他の寓話』        | アウグスト・モンテローソ           | 英語 "The Black Sheep"              | 1960年 12月18日   |
| 2-14 | 『おもちゃの国の赤ん坊たち』   | ヴィクター・ハーバート             | 英語 "Babes in Toyland"             | 1960年 12月25日   |
| 2-15 | 『長くつ下のピッピ』           | アストリッド・リンドグレーン       | 英語 "Pippi Longstocking"           | 1961年 1月8日     |
| 2-16 | 『ミダス王と黄金』             | （ギリシャ神話）                   | 英語 "King Midas"                   | 1961年 1月15日    |
| 2-17 | "Rebel Gun"                    |                                    | "Rebel Gun"                         | 1961年 1月22日    |
| 2-18 | 『ザ・テリブル・クロックマン』 | ジュール・ヴェルヌ                 | 英語 "The Terrible Clockman"        | 1961年 1月29日    |
| 2-19 | 『バンビ』                     | フェーリクス・ザルテン             | "The Fawn"                          | 1961年 2月5日     |
| 2-20 | 『オナワンダ』                 | ルイーザ・メイ・オルコット         | "Onawandah"                         | 1961年 2月12日    |
| 2-21 | 『宝島』                       | ロバート・ルイス・スティーヴンソン | 子供向け海洋冒険小説（1954年）      | 1961年 2月19日    |
| 2-22 | 『人魚姫』                     | ハンス・クリスチャン・アンデルセン | 英語 "The Little Mermaid"           | 1961年 3月5日     |
| 2-23 | "The Peg-leg Pirate of Sulu"   | (シボレーの広告)                   | 英語 "Peg-Leg Pedro"                | 1961年 3月12日    |
| 2-24 | 『お姫様とゴブリンの物語』     | ジョージ・マクドナルド             | 英語 "The Princess and the Goblins" | 1961年 3月19日    |
| 2-25 | "Two for the Road"             |                                    | "Two for the Road"                  | 1961年 7月16日    |

### 伝記
- 『シャーリー・テンプル物語』Child Star:Shirley Temple Story（ウォルト・ディズニー・カンパニー）（2001）[40][41]